# Reyn Ouwehand
Reyn Ouwehand (Leiderdorp, 2 augustus 1973) is een Nederlandse producer/componist.
In de jaren 80 en 90 componeerde hij veel muziek op de Commodore 64, waaronder de muziek voor Last Ninja 3.
Hij produceerde albums voor onder meer Ellen ten Damme, Kane, Mister and Mississippi, Coparck, Opgezwolle, Elle Bandita, Wende Snijders, El Pino & The Volunteers, Qeaux Qeaux Joans, Eva de Roovere, Inge van Calkar en Birgit Schuurman. Zijn studio The Church is gesitueerd in een voormalig kerkgebouw in Wijdenes.
In 2021 produceerde hij het nieuwe album van Zaz getiteld 'Isa' dat in oktober 2021 uitkwam.

## Links
- Officiële Website
- Muziekencyclopedie